# 李真 (韓國藝人)
李真（韓語：이진，1980年3月21日—），女，韓國歌手、演員，是女子組合Fin.K.L的成員之一。1998年，組成四人女子組合FIN.K.L並在面試中得到唱片合約，Fin.K.L解散後往戲劇領域發展。2016年2月16日與金融業人士於夏威夷結婚教堂舉辦婚禮，婚後隨丈夫定居美國紐約。

## 演出作品

### 電視劇
- 2002年：MBC《男生女生向前走3》
- 2007年：SBS《王與我》飾演 尹淑儀（貞顯王后）
- 2008年：KBS《傳說的故鄉》還鄉女單元中主演
- 2009年：MBC《魂》飾演 李慧圓
- 2010年：SBS《濟眾院》（第22集客串）
- 2011年：KBS《榮光的在仁》飾演 車紅珠
- 2012年：SBS《大風水》飾演 王英地（青年）
- 2013年：SBS《出生的祕密》飾演 李善瑛
- 2013年：MBC《閃耀的羅曼史》飾演 吳閃耀

## 唱片
- 1998年：《Fine Killing Liberty》
- 1999年：《White》
- 1999年：《Special》
- 2000年：《NOW》
- 2001年：《History》
- 2001年：《Memories & Melodies》
- 2002年：《永遠》
- 2005年：《Forever Fin.K.L》

## 綜藝節目
- 2004年：SBS《X-Man》嘉賓
- 2005年：SBS《X-man》嘉賓
- 2010年：SBS《英雄豪傑》固定嘉賓
- 2019年：JTBC《Camping Club》

## 獲獎
- 2002年：MBC演藝大賞－新秀獎
- 2012年：SBS演技大賞－Drama Special部門 女子特別演技獎（大風水）

## 外部連結
- 李真官方网站 （页面存档备份，存于）
- 李真的Instagram帳戶